# Feijó (kommun)
Feijó är en kommun i Brasilien.   Den ligger i delstaten Acre, i den västra delen av landet, 2 600 km väster om huvudstaden Brasília. Antalet invånare är 32 311.
Följande samhällen finns i Feijó:
- Feijó

I omgivningarna runt Feijó växer i huvudsak städsegrön lövskog. Trakten runt Feijó är nära nog obefolkad, med mindre än två invånare per kvadratkilometer.